# Laure Conan
Œuvres principales
- Angéline de Montbrun (1882)

Marie-Louise Félicité Angers, dite Laure Conan, est une écrivaine québécoise, née à La Malbaie le 9 janvier 1845 et morte le 6 juin 1924 à l'Hôtel-Dieu de Québec. Elle est considérée comme la première romancière québécoise,.

## Biographie

### Enfance et formation
Née le 9 janvier 1845 à La Malbaie, Marie-Louise Félicité Angers est la fille d'Élie Angers, un forgeron, et de Marie Perron, qui tient un magasin général. Elle est la quatrième d'une famille de six enfants. Sa fratrie a accès à l'éducation grâce aux revenus du magasin général. Ses frères Charles et Élie se démarquent sur le plan professionnel. Le premier, avocat renommé, est député fédéral de Charlevoix entre 1896 et 1904. Le second est notaire à La Malbaie entre 1884 et 1919.
Du 4 octobre 1859 au 1er juillet 1862, elle fait de brillantes études au Couvent des Ursulines de Québec . Dès son plus jeune âge, elle lit avec dévotion de grands écrivains français (Bossuet, Chateaubriand, Sainte-Beuve), québécois (François-Xavier Garneau, Marie de l'Incarnation) ou étrangers (Silvio Pellico) dans une perspective résolument chrétienne.
En 1862, elle fait la connaissance de l'arpenteur-géomètre Pierre-Alexis Tremblay qui lui fait une cour assidue. Leur rupture, en 1868, met un terme à sa vie publique. Elle s'isole dans sa vaste demeure et remet en cause les conventions sociales, puis décide de se consacrer à l'écriture.
En 1878, elle utilise le pseudonyme de Laure Conan pour faire paraître une nouvelle intitulée Un amour vrai, publiée en feuilleton dans la Revue de Montréal entre septembre 1878 et août 1879. Ce court texte, dans une version remaniée, a été imprimé sous forme de livre en 1893 comme Un amour vrai et en 1897 sous le titre de Larmes d'amour. Ces deux éditions ont été réalisées par les éditeurs Leprohon & Leprohon de Montréal, selon toute apparence sans l'autorisation de l'auteure.
Elle publie son texte le plus célèbre, Angéline de Montbrun, en 1881–1882, le premier roman psychologique de la littérature québécoise,. Suivront d'autres récits, souvent à caractère historique, qui en font la première romancière québécoise. Elle rédige également des monographies de grandes figures du passé.
À partir de 1891, sa notoriété pousse les institutions religieuses à lui demander de mettre sa plume au service de la lutte contre le fléau de l'alcool. Laure Conan consacre plusieurs opuscules à la défense de la tempérance. De 1893 à 1898, elle devient directrice de la revue catholique La Voix du Précieux-Sang. De cette époque datent des articles patriotiques et chrétiens où percent néanmoins des préoccupations sociales, notamment sur le statut politique des femmes. Elle écrit dans une missive adressée à Joséphine Dandurand : « Je vous avoue, madame, que le droit de voter me semble pour nous assez peu désirable. Mais, si jamais il nous était accordé – ce dont je n’ai cure – c’est ma conviction que les femmes n’en pourraient guère user plus mal que les hommes. » 

### Mort
Elle meurt le 6 juin 1924 d'une défaillance cardiaque lors d'une opération réalisée à l'Hôtel-Dieu de Québec par le docteur Arthur Simard. Elle lègue la plupart de ses bien et ses droits d'auteure à Ovide Charlebois, un missionnaire qu'elle admirait particulièrement pour son courage.
Sa dépouille, inhumée à La Malbaie, se trouve dans un lot contigu à celui qu'occupe la tombe de Pierre-Alexis Tremblay.

## Hommages
- Une école de niveau secondaire à Chicoutimi, de même que des bibliothèques du quartier Vimont, à Laval, et de son village natal de La Malbaie portent son nom[12].
- Des rues portent également son nom à La Malbaie, Montréal, Laval, et dans plusieurs autres municipalités du Québec.
- La rue Félicité-Angers a été nommée en son honneur, en 1990, dans la ville de Québec.
- La rue Laure-Conan a été nommée en son honneur, en 1972, dans la ville de Québec.

## Œuvre

### Romans
- Angéline de Montbrun (1881–1882)
- À l'œuvre et à l'épreuve (1891)
- L'Oublié (1902)
- La Sève immortelle (1925), publication posthume

### Nouvelles
- Un amour vrai (1878–1879), aussi connu sous le titre de Larmes d'amour[13]
- À travers les ronces (1883)
- L'Obscure Souffrance (1919)
- La Vaine Foi (1921)

### Autres ouvrages
- Si les Canadiennes le voulaient !, 1886   (Wikisource)
- Elisabeth Seton (1903)
- L'Apôtre de la tempérance (1907)
- Jeanne LeBer, l'adoratrice de Jésus-Hostie (1910)
- Une immortelle, 1910   (Wikisource)
- Louis Hébert, premier colon du Canada, Québec, Imprimerie de « L’Événement », 1912, 39 p.   (Wikisource)
- Physionomies de saints (1913)
- Aux Canadiennes (1913)
- Silhouettes canadiennes (1917)
- Philippe Gaultier de Comporté, premier seigneur de La Malbaie (1917)
- Laure Conan - j'ai tant de sujets de désespoir : correspondance (1878-1924) (2002), publication posthume